# Micrommata virescens ornata
Micrommata virescens ornata is een spinnenondersoort in de taxonomische indeling van de jachtkrabspinnen (Sparassidae).
Het dier behoort tot het geslacht Micrommata. De wetenschappelijke naam van de soort werd voor het eerst geldig gepubliceerd in 1802 door Charles Athanase Walckenaer.